# Virgínia Vitorino
Virgínia de Sousa Vitorino, mais conhecida por Virgínia Vitorino OC • CvSE (Alcobaça, 13 de agosto de 1895 — Lisboa, 21 de dezembro de 1967), foi uma professora, poetisa e dramaturga portuguesa. Recebeu o Prémio Gil Vicente em 1938.

## Biografia
Virgínia Vitorino nasceu em 13 de agosto de 1895, em Alcobaça, filha do correeiro Joaquim de Sousa Vitorino e de sua mulher, Guilhermina Vila-Nova.
Cursou Filologia Românica, na Faculdade de Letras de Lisboa, e frequentou a Escola de Música do Conservatório Nacional, onde estudou piano, canto, harmonia e aprendeu a língua italiana. Ainda no Conservatório, «durante cerca de quatro décadas, lecionou as cadeiras de Português, Francês e Italiano.»
Professora do ensino liceal, trabalhou também na Emissora Nacional onde dirigiu diversas peças de teatro radiofónico. Na rádio usou o pseudónimo Maria João do Vale.
Foi autora de três livros de poesia e de seis peças de teatro, todas representadas pela prestigiada companhia de teatro de Amélia Rey Colaço e Robles Monteiro, sediada no Teatro Nacional D. Maria II. A sua obra Namorados (1918) foi editada 14 vezes. Houve «doze edições em Portugal e duas no Brasil».
Com vasta colaboração em jornais e revistas portuguesas e brasileiras, esteve no Brasil a convite de Getúlio Vargas, por volta de 1937.
Em 1938, a peça Camaradas valeu-lhe o Prémio Gil Vicente do Secretariado Nacional de Informação.

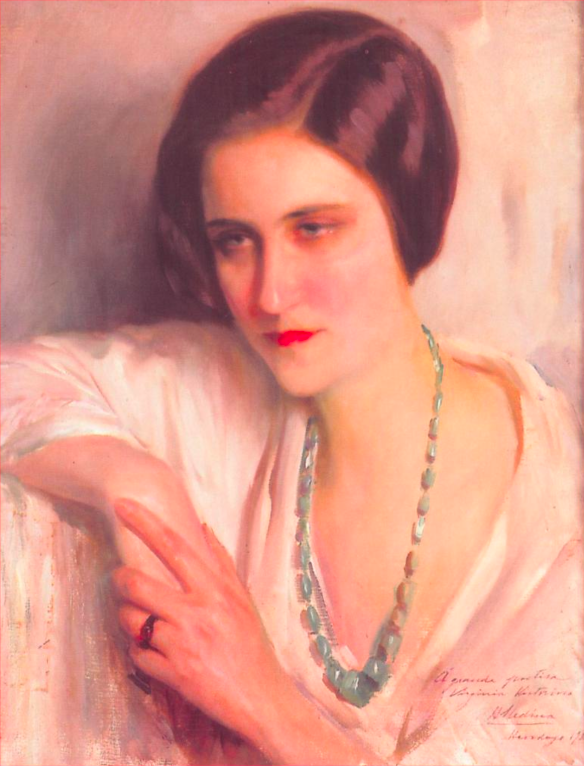
Virgínia Vitorino, 1925, retrato de Henrique Medina.

Retratada, entre outros, por Eduardo Malta e Teixeira Lopes, e mais recentemente por José Paulo Ferro e Manuela Pinheiro; Almada Negreiros colaborou com ela na ilustração de capas de alguns dos seus livros.
Virgínia Vitorino morreu em 21 de dezembro de 1967, em Lisboa, na freguesia do Sacramento, no número 108 da Rua Garrett, aos 72 anos de idade, encontrando-se sepultada no Cemitério do Alto de São João.
O seu nome consta da toponímia de Lisboa e Alcobaça.
É considerada «uma das Mulheres mais influentes nas Letras na primeira metade do século vinte em Portugal».
Na Antologia da Poesia Feminina Portuguesa (1972), António Salvado disse que Virgínia Vitorino escreveu «alguns dos mais interessantes sonetos da poesia portuguesa de amor».

## Condecorações

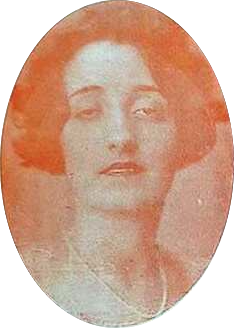
Virgínia Vitorino, 1926.

Em 1929 foi agraciada com o grau de Oficial da Ordem Militar de Cristo, a 5 de outubro, e em 1930 com o grau de Dama da Ordem Militar de Sant'Iago da Espada, a 30 de julho.
[carece de fontes?]

## Obras
- Namorados (1920)
- Apaixonadamente (1923)[14]
- Renúncia (1926)[15]
- Degredados (1931) peça em 3 atos[16]
- A Volta (1932) peça em 3 atos[17]
- Fascinação (1933) peça em 3 atos[18]
- Manuela (1934) peça em 3 atos e 4 quadros[19]
- Camaradas (1938) peça em 3 atos[20]
- Vendaval (1942) peça em 3 atos[21]